# Pictor Media
Pictor Media è una società francese di produzione di audiovisi d'animazione, prevalentemente per il settore televisivo. Aveva sede nella città di Meylan; si è trasferita a Parigi nel 2016 in occasione dell'acquisto della società da parte di Cyber Group Studios.

## Filmografia

### Lungometraggi
- Mark Logan - animazione 2D, 52' (in coproduzione con Projects Image Films, France 3 e Mondo TV)

### Serie televisive
- Loulou de Montmartre - 26 episodi di 26', 2003 (in coproduzione con The Animation Band, Rai Fiction e France 3
- Stellina - 26 episodi di 26', 2003 (in coproduzione con The Animation Band, Rai Fiction e France 3)
- Quat'zieux - 52 episodi di 13'
- Sthoing! Circus -  52 episodi di 13'
- Street Battle - 26 episodi di 26'